# 4輪アクティブステア
4輪アクティブステア（よんりんアクティブステア）とは、日産自動車が開発した四輪操舵システム。略称は4WAS (4 Wheel Active Steer) 。

## 概要
日産の四輪操舵システムである、「HICAS」、「Super HICAS」、「リアアクティブステア」をさらに進化させたシステム。低速では切れ角を増やすことで取り回しを良くし、中速域および高速域では安定性を保ち、スムーズに走ることができる。
ちなみに「4WAS」の名称は、アンチロック・ブレーキ・システム（ABS）として日本の全自動車メーカーで名称統一される以前、独自に 4 Wheel Anti Skid の略称として日産で使われていたことがある。

## 制御
低速時（約10-40km/h）
ステアリングの舵角に対して前輪を大きく曲げる。後輪は操舵しない。
中速時（約40-80km/h）
ステアリングの舵角に対して前輪をやや大きく曲げる。後輪は同位相方向へ少し曲げる。
高速時（約80km/h-）
ステアリングの舵角に対して前輪を小さく曲げる。また、前輪の操舵角を算出しながら、後輪も同位相方向に大きく曲げる。

## 搭載車種
- スカイライン（V36型）
- フーガ（Y51型）